# 井沢満
井沢 満（いざわ まん、本名：井澤 満（いざわ　みつる）、1945年8月6日 - ）は、日本の脚本家、小説家。大分県出身。コメンテーターとしてテレビ番組にも出演する。

## 生い立ちおよび略歴
日本統治下の朝鮮・京畿道京城府（現在のソウル特別市）に誕生。終戦に伴い、0歳の時に居留日本人の引揚船でもともとの郷里である長崎へ帰り、4歳までを過ごす。大分県立大分舞鶴高等学校卒業。早稲田大学第一文学部仏文科中退後、オーストラリアへ渡る。帰国後、NHKのラジオドラマのシナリオコンクールに佳作入選したのをきっかけとして、脚本家の道へと進む。

### 脚本
脚本家として、しばらくはラジオを中心に書いていたが、NHKやTBSのテレビドラマでピンチヒッターのライターを務めるうちに、テレビへと方向転換をする。
転換後は、NHKの単発ドラマを主に書き、同局で初めて1クールを手がけた『とっておきの青春』（斉藤由貴、緒形拳主演）は高視聴率を獲得した。NHKドラマ『みちしるべ』、『話すことはない』、『しあわせの国 青い鳥ばたばた』などで数多くの賞を受賞している。
代表作『外科医有森冴子』（三田佳子主演）は本放送終了後、幾度もスペシャルが作られるほどのヒット作となった。同作品で、芸術選奨文部大臣新人賞を受賞。
土肥温泉（静岡県伊豆市）を舞台にした作品であるNHK『青春家族』、日本テレビ『同窓会』は、いずれも時流に合った話題作で高視聴率を記録した。特に『同窓会』は、主題歌がMr.Childrenの「CROSS ROAD」であったこと、また、LGBTを題材を扱ったため記憶に残るドラマとなった。旧田方郡土肥町の名誉町民でもある。

### そのほか
また、テレビだけでなく映画や舞台のシナリオ、小説・雑誌への執筆、作詞、ファッションショーの構成台本など幅広い分野で才能を発揮し、第一線で活躍。
- 作詞を担当した久保田利伸の楽曲「夜に抱かれて 〜A Night in Afro Blue〜」がヒット。また高校の音楽の教科書に、「島へ」（武満徹作曲）が掲載されたこともある。
- 小説には『つま恋』があり、2001年にNHKで本人の脚色によりテレビドラマ化された。
- 漫画原作としては『ジョージィ!』があるが、その後、漫画を担当したいがらしゆみことの関係は悪化していた。一説には、いがらしの共同作品に対する権利観念が杜撰なためという（現在は関係修復。『ジョージィ!』は復刊され、ヨーロッパ圏でのアニメのオンエア、本の発刊がなされている）。
- ブログでは、政治・皇室・ドラマ・性・食べ物など、幅広いジャンルで、ほぼ毎日更新中。

## 代表作

### テレビドラマ
- 1982年 - 性的犯罪（YTV）
- 1983年 - みちしるべ（NHK） - プラハ国際テレビ祭グランプリほか
- 1983年 - だから青春泣き虫甲子園（NHK）
- 1983年 - 話すことはない（NHK） - 文化庁芸術祭優秀賞
- 1984年 - うさぎ、はねた!（CBC） - 日本民間放送連盟賞
- 1985年 - しあわせの国 青い鳥ばたばた（NHK） - モンテカルロ・テレビ祭シルバーニンフ賞
- 1985年 - いちばん太鼓（NHK「連続テレビ小説」）
- 1985年 - 二度目のさよなら（NTV）
- 1987年 - 夜明け前（NHK）
- 1988年 - とっておきの青春（NHK）
- 1988年 - 別れぬ理由（TBS）
- 1988年 - 江夏八重子の生涯（NTV）
- 1989年 - 青春家族（NHK「連続テレビ小説」）原作・脚本
- 1989年 - 氷点（ANB）
- 1990年 - 外科医有森冴子シリーズ（NTV）
- 1991年 - 君の名は（NHK「連続テレビ小説」）
- 1993年 - 同窓会（NTV）
- 1994年 - 夜に抱かれて（NTV）
- 1995年 - 私はニュースキャスター 迷惑でしょうが（TBS）
- 1995年 - 好きやねん（YTV）
- 1996年 - 小児病棟・命の季節（ANB）
- 1999年 - 永遠のアトム・手塚治虫物語（TX）※ 1999年日本民間放送連盟賞優秀賞受賞作品。1999年度テレビ東京年間奨励賞受賞作品
- 2001年 - 夏休みのサンタさん（NTV）
- 2001年 - つま恋（NHK） - 原作・脚本
- 2007年 - 母とママと、私（EX）
- 2012年 - 恋味母娘（EX 第11回文芸社ドラマスペシャル）
- 2013年 - 母。わが子へ（MBS）
- 2013年 - 命〜天国のママへ〜（TBS）
- 2015年 - わが家（MBS）
- 2018年 - 明日の君がもっと好き（テレビ朝日）

### 映画
- 1989年 - ハリマオ（松竹）原作・脚本

### 小説
- 『他人家族』横光晃共著 三笠書房 1982
- 『いちばん太鼓』小学館 1985
- 『恋人父娘とっておきの青春』日本放送出版協会 1987
- 『英雄伝説 Harimao』角川文庫　1989
- 『青春家族』角川文庫　1989
- 『女外科医　有森冴子』角川文庫　1990
  - 『外科医有森冴子 命の時間』角川書店 1992
- 『夜に抱かれて』角川書店 1994
  - 『夜に抱かれて・終章』角川書店 1994
- 『つま恋』角川書店、2000
- 『夏休みのサンタさん』角川文庫　2001
- 『ゆきの、おと〜花嫁の父〜』講談社 2011
- 『わが家』竹書房文庫 2014

### 漫画原作
- ティンクル・スター2（作画：いがらしゆみこ）
- ジョージィ!（作画：いがらしゆみこ）
- ぼくのブラジャー♡アイランド（作画：いがらしゆみこ）
- ねりまより愛をこめて（作画：いがらしゆみこ）

### 作詞
- 島へ（作曲：武満徹）
- いちばん太鼓／ふるさとから（作・編曲：大野雄二 / 歌：ニック・ニューサ）
- やさしさをありがとう（作曲：渡辺岳夫）
- 夜に抱かれて 〜A Night in Afro Blue〜（作曲：久保田利伸 / 編曲：柿崎洋一郎）